# Bathyplectes incisus
Bathyplectes incisus är en stekelart som beskrevs av Horstmann 1974. Bathyplectes incisus ingår i släktet Bathyplectes och familjen brokparasitsteklar. Inga underarter finns listade.